# Кравчик рудоголовий
Кравчик рудоголовий (Phyllergates heterolaemus) — вид горобцеподібних птахів родини Cettiidae.

## Поширення
Ендемік Філіппін. Трапляється лише на острові Мінданао. Його природними середовищами існування є субтропічний або тропічний вологий низинний ліс та субтропічний або тропічний вологий гірський ліс.

## Спосіб життя
Полює на дрібних комах у підліску і на землі.